# Paris Masters 2021 - Qualificazioni singolare
Le qualificazioni del singolare del Paris Masters 2021 sono state un torneo di tennis preliminare per accedere alla fase finale della manifestazione. I vincitori dell'ultimo turno sono entrati di diritto nel tabellone principale. In caso di ritiro di uno o più giocatori aventi diritto a questi sono subentrati i lucky loser, ossia i giocatori che hanno perso nell'ultimo turno ma che avevano una classifica più alta rispetto agli altri partecipanti che avevano comunque perso nel turno finale.

## Teste di serie
1. Tommy Paul (qualificato)
2. Pedro Martínez (primo turno)
3. Jenson Brooksby (qualificato)
4. Marcos Giron (qualificato)
5. Kevin Anderson (primo turno)
6. Dominik Koepfer (ultimo turno, lucky loser)
7. Benjamin Bonzi (primo turno)

1. Lorenzo Musetti (ultimo turno, lucky loser)
2. Gianluca Mager (qualificato)
3. Emil Ruusuvuori (ritirato)
4. Miomir Kecmanović (qualificato)
5. Federico Coria (primo turno)
6. Alexei Popyrin (ultimo turno, lucky loser)
7. Roberto Carballés Baena (ultimo turno)

## Qualificati
1. Tommy Paul
2. Mikael Ymer
3. Jenson Brooksby
4. Marcos Giron

1. Hugo Gaston
2. Miomir Kecmanović
3. Gianluca Mager

### Lucky loser
1. Lorenzo Musetti
2. Dominik Koepfer

1. Alexei Popyrin

## Tabellone

### Sezione 1
|  | Primo turno | Primo turno       | Primo turno    | Primo turno | Primo turno |  |  | Ultimo turno | Ultimo turno   | Ultimo turno | Ultimo turno | Ultimo turno |  |
|  |             |                   |                |             |             |  |  |              |                |              |              |              |  |
|  | 1           | Tommy Paul        | 7              | 4           | 6           |  |  |              |                |              |              |              |  |
|  |             | Stefano Travaglia | 5              | 6           | 2           |  |  | 1            | Tommy Paul     | 4            | 6            | 6            |  |
|  | WC          | Arthur Fils       | Arthur Fils    | 6           | 2           |  |  | 13           | Alexei Popyrin | 6            | 4            | 3            |  |
|  | 13          | Alexei Popyrin    | Alexei Popyrin | 7           | 6           |  |  |              |                |              |              |              |  |

### Sezione 2
|  | Primo turno | Primo turno     | Primo turno    | Primo turno | Primo turno |  |  | Ultimo turno | Ultimo turno  | Ultimo turno  | Ultimo turno | Ultimo turno |  |
|  |             |                 |                |             |             |  |  |              |               |               |              |              |  |
|  | 2           | Pedro Martínez  | Pedro Martínez | 5           | 3           |  |  |              |               |               |              |              |  |
|  |             | Andreas Seppi   | Andreas Seppi  | 7           | 6           |  |  |              | Andreas Seppi | Andreas Seppi | 2            | 1            |  |
|  |             | Mikael Ymer     | 63             | 6           | 6           |  |  |              | Mikael Ymer   | Mikael Ymer   | 6            | 6            |  |
|  | Alt         | Carlos Taberner | 7              | 3           | 3           |  |  |              |               |               |              |              |  |

### Sezione 3
|  | Primo turno | Primo turno             | Primo turno             | Primo turno | Primo turno |  |  | Ultimo turno | Ultimo turno            | Ultimo turno | Ultimo turno | Ultimo turno |  |
|  |             |                         |                         |             |             |  |  |              |                         |              |              |              |  |
|  | 3           | Jenson Brooksby         | 6                       | 4           | 7           |  |  |              |                         |              |              |              |  |
|  |             | Peter Gojowczyk         | 3                       | 6           | 64          |  |  | 3            | Jenson Brooksby         | 5            | 6            | 6            |  |
|  | WC          | Luca Van Assche         | Luca Van Assche         | 2           | 63          |  |  | 14           | Roberto Carballés Baena | 7            | 4            | 3            |  |
|  | 14          | Roberto Carballés Baena | Roberto Carballés Baena | 6           | 7           |  |  |              |                         |              |              |              |  |

### Sezione 4
|  | Primo turno | Primo turno    | Primo turno | Primo turno | Primo turno |  |  | Ultimo turno | Ultimo turno   | Ultimo turno   | Ultimo turno | Ultimo turno |  |
|  |             |                |             |             |             |  |  |              |                |                |              |              |  |
|  | 4           | Marcos Giron   | 64          | 6           | 7           |  |  |              |                |                |              |              |  |
|  | PR          | Gilles Simon   | 7           | 4           | 5           |  |  | 4            | Marcos Giron   | Marcos Giron   | 6            | 7            |  |
|  |             | Norbert Gombos | 2           | 7           | 6           |  |  |              | Norbert Gombos | Norbert Gombos | 1            | 5            |  |
|  | 12          | Federico Coria | 6           | 5           | 1           |  |  |              |                |                |              |              |  |

### Sezione 5
|  | First round | First round     | First round | First round | First round |  |  | Qualifying competition | Qualifying competition | Qualifying competition | Qualifying competition | Qualifying competition |  |
|  |             |                 |             |             |             |  |  |                        |                        |                        |                        |                        |  |
|  | 5           | Kevin Anderson  | 613         | 6           | 6(1)        |  |  |                        |                        |                        |                        |                        |  |
|  |             | Hugo Gaston     | 7           | 2           | 7           |  |  |                        | Hugo Gaston            | 3                      | 6                      | 6                      |  |
|  | WC          | Lucas Pouille   | 6           | 4           | 1           |  |  | 8                      | Lorenzo Musetti        | 6                      | 3                      | 4                      |  |
|  | 8           | Lorenzo Musetti | 4           | 6           | 6           |  |  |                        |                        |                        |                        |                        |  |

### Sezione 6
|  | Primo turno | Primo turno       | Primo turno       | Primo turno | Primo turno |  |  | Ultimo turno | Ultimo turno      | Ultimo turno      | Ultimo turno | Ultimo turno |  |
|  |             |                   |                   |             |             |  |  |              |                   |                   |              |              |  |
|  | 6           | Dominik Koepfer   | 3                 | 6           | 7           |  |  |              |                   |                   |              |              |  |
|  | WC          | Harold Mayot      | 6                 | 0           | 5           |  |  | 6            | Dominik Koepfer   | Dominik Koepfer   | 3            | 0            |  |
|  |             | Jahor Herasimaŭ   | Jahor Herasimaŭ   | 2           | 63          |  |  | 11           | Miomir Kecmanović | Miomir Kecmanović | 6            | 6            |  |
|  | 11          | Miomir Kecmanović | Miomir Kecmanović | 6           | 7           |  |  |              |                   |                   |              |              |  |

### Sezione 7
|  | Primo turno | Primo turno        | Primo turno        | Primo turno | Primo turno |  |  | Ultimo turno | Ultimo turno       | Ultimo turno | Ultimo turno | Ultimo turno |  |
|  |             |                    |                    |             |             |  |  |              |                    |              |              |              |  |
|  | 7           | Benjamin Bonzi     | Benjamin Bonzi     | 4           | 64          |  |  |              |                    |              |              |              |  |
|  |             | Yoshihito Nishioka | Yoshihito Nishioka | 6           | 7           |  |  |              | Yoshihito Nishioka | 6            | 1            | 2            |  |
|  |             | Henri Laaksonen    | 4                  | 6           | 3           |  |  | 9            | Gianluca Mager     | 3            | 6            | 6            |  |
|  | 9           | Gianluca Mager     | 6                  | 3           | 6           |  |  |              |                    |              |              |              |  |